# Thomas Joannes Stieltjes
Thomas Joannes Stieltjes (Zwolle, 29 de dezembro de 1856 — Toulouse, 31 de dezembro de 1894) foi um matemático neerlandês. Foi um pioneiro no campo do problema do momento e contribuiu no estudo de frações contínuas.

## Biografia
Stieltjes nasceu em Zwolle em 29 de dezembro de 1856. Seu pai (que tinha os mesmos nomes) era um engenheiro civil e político. Stieltjes Sr. foi responsável pela construção de vários portos ao redor de Rotterdam, e também teve assento no parlamento holandês. Stieltjes Jr. foi para a universidade na Escola Politécnica de Delft em 1873. Em vez de assistir a palestras, ele passou seus anos de estudante lendo as obras de Gauss e Jacobi - como consequência disso, ele foi reprovado nos exames. Houve mais duas reprovações (em 1875 e 1876), e seu pai se desesperou. Seu pai era amigo de HG van de Sande Bakhuyzen (que era o diretor da Universidade de Leiden) e Stieltjes Jr. conseguiu um emprego como assistente no Observatório de Leiden.
Logo depois, Stieltjes começou uma correspondência com Charles Hermite, que durou o resto de sua vida. Stieltjes escreveu originalmente a Hermite sobre a mecânica celeste, mas o assunto rapidamente se voltou para a matemática e ele começou a dedicar seu tempo livre à pesquisa matemática.
O diretor do Observatório de Leiden, van de Sande-Bakhuyzen, respondeu rapidamente ao pedido de Stieltjes em 1 de janeiro de 1883 para interromper seu trabalho observacional para permitir que ele trabalhasse mais em tópicos matemáticos. Em 1883, ele também se casou com Elizabeth Intveld em maio. Ela também o encorajou a passar da astronomia à matemática. E em setembro, Stieltjes foi convidado a substituto na University of Delft para FJ van den Berg. De lá até dezembro daquele ano, lecionou geometria analítica e geometria descritiva. Ele renunciou ao cargo no observatório no final daquele ano.
Em 1884, Stieltjes candidatou-se a uma cadeira em Groningen. Ele foi inicialmente aceito, mas acabou rejeitado pela Secretaria de Educação, por não possuir os diplomas exigidos. Em 1884, Hermite e o professor David Bierens de Haan conseguiram um doutorado honorário concedido a Stieltjes pela Universidade de Leiden, permitindo-lhe tornar-se professor. Em 1885, foi nomeado membro da Real Academia Holandesa de Ciências (Koninklijke Nederlandse Akademie van Wetenschappen, KNAW), no ano seguinte tornou-se membro estrangeiro. Em 1889, foi nomeado professor de cálculo diferencial e integral na Universidade de Toulouse.

## Pesquisa
Stieltjes trabalhou em quase todos os ramos da análise, frações contínuas e teoria dos números, e por seu trabalho, às vezes é chamado de "o pai da teoria analítica das frações contínuas".
Seu trabalho também é visto como importante como um primeiro passo em direção à teoria dos espaços de Hilbert. Outras contribuições importantes para a matemática que ele fez envolveram funções descontínuas e séries divergentes, equações diferenciais, interpolação, a função gama e funções elípticas. Ele se tornou conhecido internacionalmente por causa da integral de Riemann-Stieltjes.